# Fairway (Unternehmen)
Fairway ist ein Handelsunternehmen mit Sitz in Aachen. Neben dem Vertrieb von Wolle für die Handarbeiten, auf die das Unternehmen zurückgeht, werden heute vielfältige Gebrauchsgüter, Bekleidung, Wein, Schmuck und Kunstwerke gehandelt, insbesondere im direkten Versandhandel mit Endverbrauchern. Vertriebslinien sind Junghans Wollversand, Pro-Idee und Pro-Idee Catalog.

## Geschichte
Der Ursprung des Unternehmens liegt in dem von Erhard Junghans im Jahr 1950 gegründeten Wollfachgeschäft, das er 1954 zur Handelsfirma „Junghans Wollversand“ ausbaute. Eine Besonderheit des Vertriebs war ein Wollmusterbuch, eine 40-seitige Mappe mit eingehefteten Wollproben, die die Kunden anfordern konnten. Sein Sohn Lothar Junghans (1926–2012) trat 1960 in die Firma ein und baute sie zu Deutschlands größtem Versandhaus für Handarbeitsprodukte aus. Nachdem der Handel mit Wolle abgeflaut war, gründete Lothar Junghans zusammen mit seinem Sohn Dieter Junghans (* 1959) im September 1985 das Versandhaus „Pro Idee“. Mit dem Ausscheiden von Lothar Junghans aus dem Unternehmen im Jahr 1997 übernahm Dieter Junghans als CEO die gesamte Unternehmensgruppe mit damals rund 600 Mitarbeitern. 2020 stieg in vierter Generation Jessica Junghans, Tochter von Dieter Junghans, nach Ausbildung und Studium als Fachbereichsleiterin in die Unternehmensgruppe ein. 2023 trat Natalie Junghans, ebenfalls Tochter von Dieter Junghans, in das Unternehmen ein.

## Geschäftstätigkeit

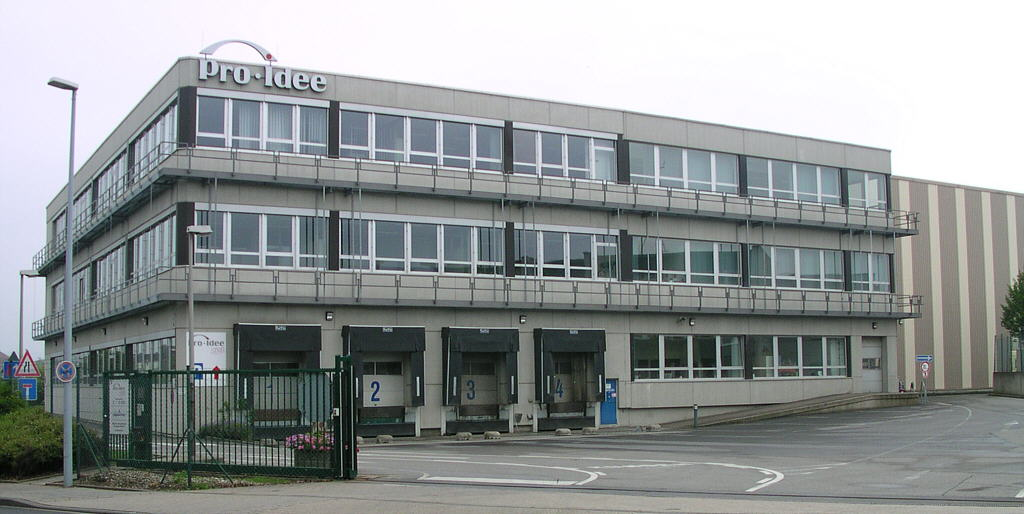
Hauptgebäude von Pro-Idee in Aachen

Fairway vertreibt Produkte in erster Linie über den Versandhandel an Endverbraucher und nutzt dazu drei Vertriebslinien. Der Junghans Wollversand vertreibt Strickwolle sowie weiteres Zubehör und Arbeitsmaterial für Hand- und Bastelarbeiten in Deutschland. Angeboten werden zudem Anleitungen für die Wollverarbeitung, die sowohl einzeln als pdf-Dokumente als auch über Abonnementmodelle erworben werden können. Pro-Idee vertreibt seit 1985 Gebrauchsgüter, Bekleidung, Wein, Schmuck und Kunstwerke in Deutschland, Frankreich und den Niederlanden. Pro-Idee Catalog vertreibt seit 2003 Produkte des Vertriebswegs Pro-Idee und seit 2008 von Junghans Wollversand vor allem in der Schweiz und in Österreich.
Das Sortiment von Pro-Idee umfasst rund 40.000 Produkte. Die Vermarktung wickelt der Konzern über Kataloge und Webshops ab.
Neben dem Versandgeschäft betreibt das Unternehmen unter der Marke Pro-Idee auch stationäre Einzelhandelsgeschäfte in Aachen und Düsseldorf. Darüber hinaus verfügt der Junghans Wollversand über ein Ladenlokal in Aachen mit rund 700 m² Verkaufsfläche.

## Unternehmensstruktur
Dachgesellschaft des Konzerns ist die Fairway GmbH. Diese befindet sich im Eigentum von Dieter Junghans sowie einer weiteren Person der Familie Junghans.